# 杰克·拉平
杰克·拉平（英語：Jake Lappin，1992年9月11日—），澳大利亚男子田径运动员。他曾代表澳大利亚参加2010年、2018年和2022年英联邦运动会田径比赛，其中2018年英联邦运动会获得一枚铜牌。